# پرونده فریتزل

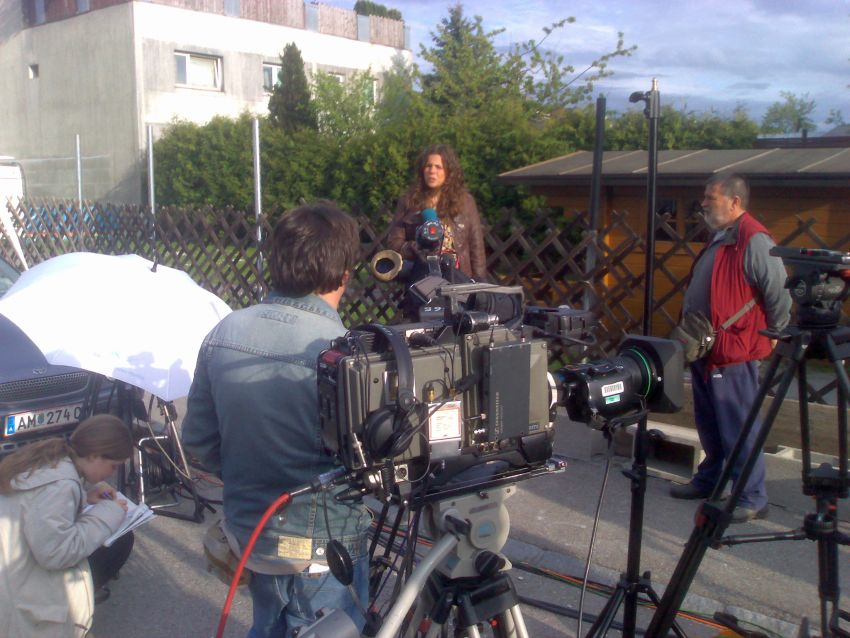

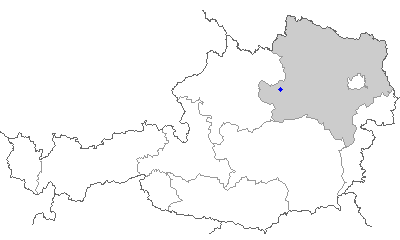
شهر آمشتتن، اتریش

در اواخر آوریل سال ۲۰۰۸ فاش شد که مردی اتریشی به نام یوزف فریتزل (فریتسل) ۷۳ ساله، دخترش الیزابت فریتسل را به مدت ۲۴ سال در خانه حبس کرده‌است. یوزف در این مدت دخترش را صدها بار مورد سوءاستفاده جنسی قرار داد که حاصل آن تولد هفت بچه می‌باشد.

## پس‌زمینه

### یوزف فریتزل
یوزف فریتزل در سال ۱۹۳۵ متولد شده‌است و در زمان حمله نازی‌ها به اتریش پیش از جنگ جهانی دوم یک کودک بوده‌است.

### الیزابت فریتسل
او در سال ۲۰۰۸، ۴۲ ساله بود و از ۱۹ سالگی در سلولی که در زیر ساختمان ساخته شده بود، زندانی شده‌بود.
بر اساس این واقعه فیلمی به نام دختری در زیرزمین ساخته شد.

## آغاز پرونده
این پرونده زمانی فاش شد که در ۱۹ آوریل ۲۰۰۸ یک نوجوان بی‌هوش در ساختمانی که پدربزرگ و مادربزرگش در آن‌جا زندگی می‌کردند یافت شد و به بیمارستانی در شهر آمشتتن منتقل شد.
پلیس با انتشار اطلاعیه‌هایی خواستار مراجعه مادر این نوجوان شد و سرانجام با دریافت اطلاعاتی محرمانه و ناشناس موفق شد مادر او را در نزدیکی بیمارستان پیدا کنند.
مادر که مقامات او را «الیزابت» معرفی کرده‌اند به افسران پلیس گفته بود که به تازگی و بعد از ۲ دهه حبس توسط پدرش آزاد شده‌است.
وی اظهار کرد: در ۲۸ اوت ۱۹۸۴، پدرش او را با دادن داروی آرام‌بخش به وی دستانش را بسته‌است و در اتاقی در زیرزمین خانه آن‌ها زندانی کرده‌است.
فرانتز پولتزر رئیس اداره تحقیقات جنایی اتریش در گفتگو با تلویزیون آسوشیتد پرس گفت: این زن رمزهایی را برای یافتن اتاق مخفی محل حبس وی داده و پلیس موفق به کشف این مکان شده‌است.

## اثرات روانی
مقامات اتریش اعلام کردند که الیزابت و بچه‌هایش در مکانی نامعلوم تحت مراقبت‌های روانی قرار دارند و پسر ۵ ساله وی بسیار خوشحال به نظر می‌رسد.
روان‌شناسان به شدت در حال تلاش و مشاوره با مادر و فرزندان هستند که چگونه با شرایط این وضعیت کنار بیایند. اما کارشناسان معتقدند که بازگشت آن‌ها به شرایط عادی به سال‌ها کار نیاز دارد. دکتر «ماکس فردریش» روان‌پزشکی که از قربانی دیگر پرونده‌ای مشابه که دو سال پیش فاش شد مراقبت کرده‌بود می‌گوید که بازگشت آن‌ها به شرایط عادی به ۵ تا ۸ سال وقت نیاز دارد.

## اثرات جسمانی
حال کرستین بزرگ‌ترین فرزند الیزابت که بیماریش باعث کشف جنایت و رهایی مادر و برادرانش شد وخیم اعلام شده‌است. وی که در کما به سر می‌برد به علت از کار افتادن کلیه‌ها تحت دیالیز قرار دارد.

## هویت جدید
هانس هینس لانس رئیس سازمان خدمات اجتماعی شهر آمشتتن اعلام کرده که نام‌ها و هویت جدیدی را قرار است به قربانیان این ماجرا بدهند.الگو:نقل